# Lide
Lide (Λίδη) fou una muntanya de Cària prop de Pedasos, en la qual, en la guerra entre Cir II el Gran i els caris, van resistir els guerrers de Pedasos al general persa Harpagus, a la fortificació de mont Lide, fins que foren reduït (Hdt. 1.175, 8.104).